# Maniola tithoniformis
Maniola tithoniformis är en fjärilsart som beskrevs av Ruggero Verity 1916. Maniola tithoniformis ingår i släktet Maniola och familjen praktfjärilar. Inga underarter finns listade i Catalogue of Life.